# Jacobo Majluta Azar
Jacobo Majluta Azar (ur. 9 października 1934 r. w Santo Domingo, zm. 2 marca 1996) – polityk z Dominikany, był wiceprezydentem w rządzie prezydenta Antonio Guzmána, a następnie po samobójstwie prezydenta, przez 43 dni, pełnił obowiązki prezydenta.
W 1961 r. wstąpił do Dominikańskiej Partii Rewolucyjnej (PRD), przy założeniu stanowisk kierowniczych w partii. Po wyborze na senatora w latach 1982-1984  pełnił funkcję przewodniczącego izby wyższej parlamentu. Po śmierci prezydenta Antonio Guzmána pełnił obowiązki prezydenta. Po wybraniu przez PRD kandydatury José Francisco Peña Gomeza, Majluta przegrał w 1986 roku wybory prezydenckie z Joaquínem Balaguerem. Majluta założył własną partię polityczną, Niezależną Partię Rewolucyjną (PRI). Zmarł 2 marca 1996 roku. Przyczyną śmierci był rak płuca na którego zachorował wskutek nałogowego palenia papierosów.